# شعر الحكمة
شعر الحكمة هي الأشعار التي تمتاز بالحكمة وضرب الأمثال، مثال ذلك شعر الحكمة عند المتنبي كقوله: